# Libanothamnus
Genre
Synonymes
- Espeletia

Classification APG III (2009)
Libanothamnus est un genre de plantes à fleurs de la famille des Asteraceae.

## Liste d'espèces
Selon The Plant List (19 octobre 2016) :
- Libanothamnus arboreus (Aristeg.) Cuatrec.
- Libanothamnus banksiaefolius (Sch.Bip. & Ettingsh. ex Wedd.) Cuatrec.
- Libanothamnus divisoriensis Cuatrec.
- Libanothamnus granatesianus (Cuatrec.) Cuatrec.
- Libanothamnus griffinii (Ruíz-Terán & López-Fig.) Cuatrec.
- Libanothamnus liscanoanus (Cuatrec.) Cuatrec.
- Libanothamnus lucidus (Aristeg.) Cuatrec.
- Libanothamnus neriifolius (Sch.Bip. ex Sch.Bip.) Ernst
- Libanothamnus occultus (S.F.Blake) Cuatrec.
- Libanothamnus parvulus Cuatrec.
- Libanothamnus spectabilis (Cuatrec.) Cuatrec.
- Libanothamnus subneriifolius (Cuatrec.) Cuatrec.
- Libanothamnus tamanus (Cuatrec.) Cuatrec.
- Libanothamnus wurdackii (Ruíz-Terán & López-Fig.) Cuatrec.